# Guettarda subcapitata
Guettarda subcapitata är en måreväxtart som beskrevs av Charlotte M. Taylor. Guettarda subcapitata ingår i släktet Guettarda och familjen måreväxter. Inga underarter finns listade i Catalogue of Life.